# Se armó la gorda
 Se armó la gorda  es una telenovela colombiana emitida en dicho país realizada por Cenpro TV para el Canal Caracol en el año 2000. Sus protagonistas eran, la actriz Marcela Benjumea y el galán Diego Cadavid, y como antagonista principal Ana Lucía Domínguez,  quien interpretaba a Jackeline Monsalve la esposa del protagonista. Fue la última producción de Cenpro TV antes de cerrar a causa de la crisis de la TV pública en Colombia.
Las grabaciones de la telenovela comenzaron el 17 de abril y comenzaron el 10 de noviembre del 2000.

## Sinopsis
En una prestigiosa estación de radio, Victoria Segura, una mujer poco agraciada y gorda, decide invertir todos sus ahorros de toda una vida, en desquitarse de Felipe Galán, un cínico locutor que la sedujo y burló públicamente, destruyendo sin proponérselo su imagen, su carrera y su vida. 
Para esto Victoria se esconde en un humilde pueblo y allá conoce por coincidencias a una hermosa muchacha, una campesina inocente llamada Laura (Ángela Vergara), Victoria comienza a hacerle grandes favores y ayudar a Laura para que resuelva muchos de sus problemas económicos, hasta el punto que no pueda negarse a ninguna petición, Y Victoria le pide que viajen juntas a la ciudad, donde ella la preparara, Laura agradecida acepta, Pero pronto descubrirá que la utilizaran a Laura como un instrumento de seducción y venganza. Todo se complica cuando Laura rompe las reglas del juego, y se enamora también de Felipe Galan, el hombre que esta supuesta a destruir.

## Elenco
- Marcela Benjumea como Victoria Segura.
- Ángela Vergara como Laura Becerra.
- Diego Cadavid como Felipe Galan.
- Luis Fernando Hoyos como Humberto 'Zorro' Sánchez.
- Sandra Beltrán como Ana Maria Mallarino.
- Adriana Campos como Lucia Galan.
- Helena Mallarino como Yolanda Fandiño.
- Hernando Casanova como Justo Franco
- Ana Lucía Domínguez como Jackeline Monsalve.
- Fernando Solórzano como Jaime Monsalve.
- Valentina Acosta como Karina Santos.
- Martha Isabel Bolaños
- Diego León Hoyos como Carlos Santos.
- Fernando Arévalo
- Juan Sebastián Caicedo como
- Luis Alfredo Velasco como Ciro Suárez.
- Vicky Rueda como Ana Santos.
- Jimena Hoyos como Catalina Sánchez.
- Óscar Borda como Jimmy Henao.
- Ana Mazhari como Adriana Franco.

- Datos: Q6122693